# 1984 en Italie
Chronologie de l'Italie
- 1980
- 1981
- 1982
- 1983
- 1984
- 1985
- 1986
- 1987
- 1988

Cette page concerne l'année 1984 du calendrier grégorien.
1982 en Europe - 1983 en Europe - 1984 en Europe - 1985 en Europe - 1986 en Europe

## Évènements
- 5 janvier : le journaliste Giuseppe Fava est assassiné par la mafia[1].
- 10 janvier : les États-Unis et le Saint-Siège annoncent l'établissement de relations diplomatiques, interrompues depuis 117 ans[2].
- 18 février : accord de la Villa Madame. Nouveau concordat entre Craxi et Mgr Casaroli au nom de Jean-Paul II[3]. Le catholicisme cesse d’être une religion d’État, et l’État italien renonce à tout contrôle sur la hiérarchie ecclésiastique.

- 4 mars : arrestation de Marco Furlan et Wolfgang Abel, responsables d'une série de crimes et d'attentats revendiqués par une organisation néonazie appelée groupe Ludwig[4].
- 25 mars : la consécration de la Russie au Cœur Immaculé de Marie est renouvelée par Jean Paul II[5].

- 12 avril : fondation de la Ligue lombarde à Varèse[6].
- 29 avril : tremblement de terre en Ombrie, avec son épicentre entre Gubbio et Valfabbrica[7].

- 7 et 11 mai : un double tremblement de terre fait 7 morts et des dégâts considérables dans les Abruzzes, le Latium et le Molise avec pour épicentre Vallée de Comino[8].

- 13 juin : plus d'un million de personnes assistent aux funérailles d'Enrico Berlinguer à Rome[9].
- 17 juin : « sorpasso » ; le Parti communiste italien remporte les élections européennes avec 33.3 % des voix et 25 sièges[10].
- 26 juin : Alessandro Natta devient secrétaire général du Parti communiste italien[10].

- 9-10 juillet : visite en RDA de Bettino Craxi[11].
- 12 juillet : la Commission d'enquête parlementaire sur la loge P2, présidée par Tina Anselmi, présente son rapport final à la Chambre[12]. Le ministre du Budget Pietro Longo, impliqué, démissionne[13].
- 15 juillet : le juge Giovanni Falcone fait extrader du Brésil un « parrain » notoire de la Mafia, Tommaso Buscetta, qui passe aux aveux[14].
- 16 juillet : protocollo Signorile ; les trois principales confédérations syndicales signent un accord réglementant les grèves dans les transports[15].
- 23 juillet : le tribunal de Verceil condamne la mystique Mamma Ebe à dix ans de prison pour escroquerie, enlèvement, abandon de patients et  exercice illégal de la médecine[16].
- 29 juillet : assassinat à Vicchio de Claudio Stefanacci et Pia Rontini, septième double meurtre du monstre de Florence[17].

- 27 août : la holding Fininvest de Silvio Berlusconi acquiert 51 % de la chaîne de télévision Rete 4[1].

- 28 septembre : le tueur Salvatore Parisi est arrêté à Turin. Il collabore avec le procureur adjoint Marcello Maddalena et révèle tous les trafics et crimes du « Clan des catanais (it) » ; Angelo Epaminonda est arrêté à Milan le 30 septembre, et collabore à son tour[18] ; environ 400 mandats d'arrêt sont exécutés dans la nuit du 10 au 11 décembre contre les membres de l'organisation[19].

- 29 - 30 septembre : sur la base des révélations de Tommaso Buscetta, une opération de grande envergure contre la Mafia est lancée à Palerme ; 366 mandats d'arrêt sont émis[20]. La loi du silence (omertà) est brisée. Les confessions sont payées par des réductions de peine.

- 3 novembre : l’ancien maire de Palerme DC Vito Ciancimino est arrêté ; les deux cousins Salvo, financier de la Mafia, tombent à leur tour le 12 novembre[21]. Les Siciliens défilent à Palerme pour manifester leur soutien à la justice.

- 23 décembre : attentat contre le train Naples-Milan[1].

- Emprunt de 500 millions de dollars sur le marché international. La croissance repart (+2,5 %). Le taux d’inflation n’excède pas 10 % pour la première fois depuis 1973. L’échelle mobile des salaires est limitée (Craxi).
- Fin du bradyséisme de Pouzzoles (débuté en 1982).

## Culture
- 7 août : première de Un re in ascolto, un opéra de Luciano Berio.

### Cinéma

#### Films italiens sortis en 1984
- 4 octobre : Cuore, film de Luigi Comencini

#### Mostra de Venise
- Lion d'or d'honneur : non décerné
- Lion d'or : L'Année du soleil calme (Rok spokojnego slonca) de Krzysztof Zanussi
- Coupe Volpi pour la meilleure interprétation féminine : Pascale Ogier pour Les Nuits de la pleine lune d'Éric Rohmer
- Coupe Volpi pour la meilleure interprétation masculine : Naseeruddin Shah pour Paar de Goutam Ghose

### Littérature
- 16 juin : 29e cérémonie des David di Donatello.

#### Livres parus en 1984
- Aldo Busi : Séminaire sur la jeunesse.
- Antonio Tabucchi : Notturno indiano (Nocturne indien) (Sellerio)

#### Prix et récompenses
- Prix Strega : Pietro Citati, Tolstoj (Longanesi)
- Prix Bagutta : Natalia Ginzburg, La famiglia Manzoni, (Einaudi)
- Prix Campiello : Pasquale Festa Campanile, Per amore, solo per amore
- Prix Malaparte : Saul Bellow
- Prix Napoli : Fausto Gianfranceschi (it), Giorgio Vinci psicologo, (Editoriale Nuova)
- Prix Stresa : Giorgio De Simone, L'armonista, (Rizzoli)
- Prix Viareggio : Gina Lagorio, Tosca dei gatti

## Naissances en 1984
- x

## Décès en 1984
- 11 juin : Enrico Berlinguer, secrétaire général du Parti communiste italien[1].
- 31 octobre : Eduardo De Filippo,  dramaturge, poète, acteur, réalisateur et scénariste. (° 24 mai 1900)